# Royal Cambodian Navy
La Royal Cambodian Navy, come internazionalmente è conosciuta la Marina militare cambogiana, è una piccola forza di pattugliamento costiero, che a tutto il 2007 contava 1000 marinai con una decina di motovedette e dieci battaglioni di fanteria di marina; i suoi compiti sono il pattugliamento costiero e la difesa delle Zone Economiche Esclusive nazionali.

## Storia

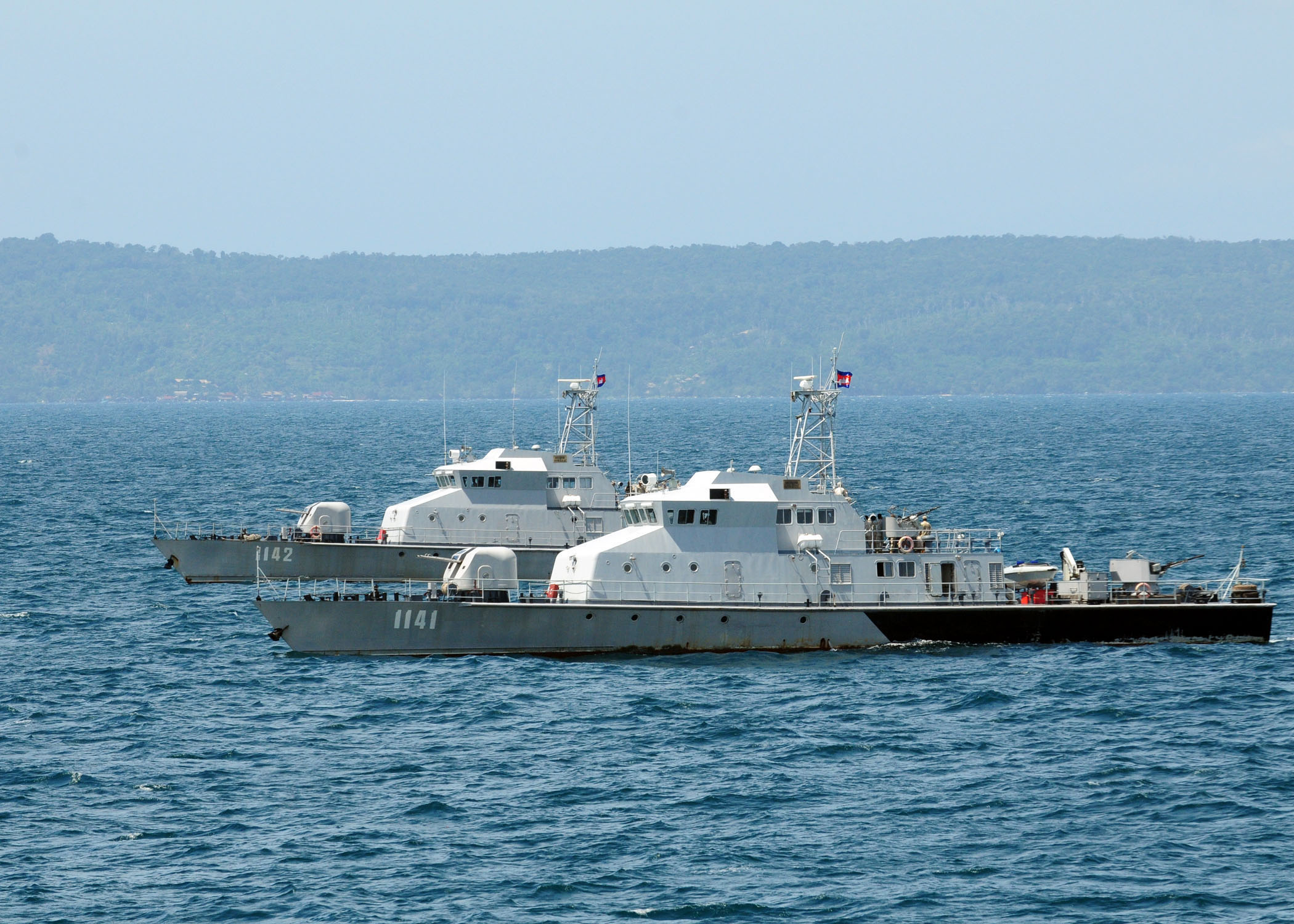
Due pattugliatori cambogiani impegnati nell'esercitazione CARAT 2012.

I rapporti di inizio anni duemila sono stati contraddistinti dal raffreddarsi dei rapporti con la Thailandia e dal riavvicinamento con il Vietnam, e nel 2014 i cadetti della marina cambigiana si addestravano proprio all'accademia navale vietnamita.
Per far fronte agli impegni nel 2005 sono stati ricevuti dalla Cina cinque nuovi pattugliatori, al fine di contrastare la pirateria ed il contrabbando, ed assicurare la protezione delle installazioni petrolifere.

## Flotta
| Foto | Tipo di nave                                    | Cantiere         | Quantità | Identificatore       |
| ---- | ----------------------------------------------- | ---------------- | -------- | -------------------- |
|      | Battelli veloci d'attacco della classe Turya    | Unione Sovietica | 5        | 1121-1125            |
|      | Battelli veloci d'attacco della classe Stenka   | Unione Sovietica | 5        | 1131-1135            |
|      | Battelli veloci d'attacco della classe Shershen | Unione Sovietica | 1        | 1115                 |
|      | Battelli veloci di pattugliamento               | Cina             | 15       | 1141-1145, 1101-1109 |
|      | Mezzi da sbarco                                 | Cina             | 1        | 1401                 |